# Jiří Sedláček (brankář)
Jiří Sedláček (* 5. srpna 1943 Libáň) je bývalý dlouholetý prvoligový fotbalový brankář v Teplicích, člen Klubu ligových brankářů, který také ČSSR jednou reprezentoval.

## Kariéra
Začínal jako osmiletý (jako brankář) v Nebočadech u Boletic nad Labem. Z dorostu (jako hráč v poli) přešel v roce 1959 do klubu Tatran Teplice. Zde si brankářského talentu všiml trenér Zdeněk Šteflík. Tím započala jeho brankářská kariéra. Vojenskou službu strávil v letech 1962-64 v RH Děčín a v Kovostroji Děčín. Po ukončení základní vojenské služby nastoupil hned do prvoligových Teplic za působení trenéra V. Chobota. Zde chytal celých 14 sezon až do věku 38 let. Odtud přešel jako brankář do Ústí nad Labem, Litoměřic a Blšan, kde po ukončení své aktivní kariéry působil jako trenér brankářů. Zde pobyl dlouhých 22 let a jeho trenérskou školou prošli brankáři jako Petr Čech, Aleš Chvalovský, Petr Kostelník, Tomáš Obermajer, Michal Vorel, Kučera a mnoho dalších.
V anketě fotbalista roku 1965 se umístil na 10. místě. Byl členem týmu, kde se zúčastnil poháru Intertoto. Jako brankář a opora FK Teplice přejímal vítězný pohár v Teheránu(Perský pohár uložen v síni FK Teplice). Celkem nastoupil ve 339 ligových utkáních a Za tuto dobu se stal pátým členem prestižního Klubu ligových brankářů, protože dokázal ve 119 prvoligových utkáních uhájit svou branku s nulou. Sehrál se svým týmem i řadu pohárových i přátelských zápasů se zahraničními soupeři (Pohár Intertoto, turnaj v Íránu atd.). Zažil s ním i působení v druhé lize.
Nyní působí už několikátým rokem jako trenér brankářů na Fotbalové Farmě VOŠ a SOŠ Roudnice nad Labem.

## Reprezentace
Do reprezentačního mužstva ČSSR se dostal v roce 1970 a sehrál zde druhý poločas přátelského utkání s Polskem v době, kdy byl A tým dočasně zablokován po neúspěšném účinkování na Mistrovství světa v Mexiku. Byl tehdy 42. reprezentační brankář v historii naší reprezentace.

## Ligová bilance
| Ročník                                   | Zápasy | Góly | Minuty | Nuly | Klub               |
| ---------------------------------------- | ------ | ---- | ------ | ---- | ------------------ |
| 1. československá fotbalová liga 1964/65 | 21     | 0    | 1 846  | 7    | Slovan Teplice     |
| 1. československá fotbalová liga 1965/66 | 21     | 0    | 1 833  | 7    | Sklo Union Teplice |
| 1. československá fotbalová liga 1966/67 | 20     | 0    | 1 771  | 6    | Sklo Union Teplice |
| 1. československá fotbalová liga 1967/68 | 21     | 0    | 1 880  | 6    | Sklo Union Teplice |
| 1. československá fotbalová liga 1968/69 | 13     | 0    | 992    | 2    | Sklo Union Teplice |
| 1. československá fotbalová liga 1969/70 | 30     | 0    | 2 700  | 16   | Sklo Union Teplice |
| 1. československá fotbalová liga 1970/71 | 25     | 0    | 2 192  | 12   | Sklo Union Teplice |
| 1. československá fotbalová liga 1971/72 | 21     | 0    | 1 854  | 8    | Sklo Union Teplice |
| 1. československá fotbalová liga 1972/73 | 18     | 0    | 1 575  | 3    | Sklo Union Teplice |
| 1. československá fotbalová liga 1973/74 | 17     | 0    | 1 421  | 4    | Sklo Union Teplice |
| 1. československá fotbalová liga 1974/75 | 28     | 0    | 2 469  | 13   | Sklo Union Teplice |
| 1. československá fotbalová liga 1975/76 | 30     | 0    | 2 681  | 12   | Sklo Union Teplice |
| 1. československá fotbalová liga 1976/77 | 30     | 0    | 2 700  | 8    | Sklo Union Teplice |
| 1. československá fotbalová liga 1977/78 | 29     | 0    | 2 599  | 12   | Sklo Union Teplice |
| 1. československá fotbalová liga 1978/79 | 15     | 0    | 1 350  | 3    | Sklo Union Teplice |
| CELKEM 1. liga                           | 339    | 0    | 29 863 | 119  |                    |